# Río Olona
El río Olona es un río del norte de Italia, un afluente de la margen izquierda del Po que fluye de norte a sur por Lombardía a lo largo de 131 km cruzando las provincias de Varese, Milán y Pavía.
El río Olona nace de seis fuentes, tres en Val de Rasa y tres en Valganna. Sucesivamente, el Olona surca el valle Olona, desde Varese hasta Castellanza; después, atraviesa Legnano y sigue por la alta llanura del Po hasta que llega a Milán, ciudad que cruza parcialmente canalizado de forma subterránea. En el sur de Milán, el Olona alimenta la parte meridional del Lambro y, finalmente, recorre la provincia de Pavía y desemboca en el Po, en San Zenone.
El río Olona posee 39 afluentes. Los principales son los torrentes Vellone, Bevera, Varesino, Lanza (o Gaggiolo, o Clivio, o Ranza), Rile, Tenore, Bozzente, Lura, Merlata y Mussa.